# Gare de Vercheny
La gare de Vercheny est une gare ferroviaire française fermée de la ligne de Livron à Aspres-sur-Buëch. Elle est située sur le territoire de la commune de Vercheny, dans le département de la Drôme en région Auvergne-Rhône-Alpes.
Vercheny est mise en service en 1885 par la Compagnie des chemins de fer de Paris à Lyon et à la Méditerranée (PLM). Elle est fermée en 1972 par la Société nationale des chemins de fer français (SNCF).

## Situation ferroviaire
Établie à 306 mètres d'altitude, la gare de Vercheny est située au point kilométrique (PK) 39,240 de la ligne de Livron à Aspres-sur-Buëch, entre les gares du Pont-d'Espenel et de Pontaix - Sainte-Croix.

## Histoire
Le 31 août 1885, le ministre des travaux publics autorise la Compagnie des chemins de fer de Paris à Lyon et à la Méditerranée à livrer à l'exploitation les 37,389 km de la section de Crest à Die de sa ligne de Crest à Aspres-sur-Buëch. Cette ouverture concerne également les stations intermédiaires de : Aoust, Saillans, Vercheny et Pontaix. La compagnie met en service cette section le 1er septembre 1885.

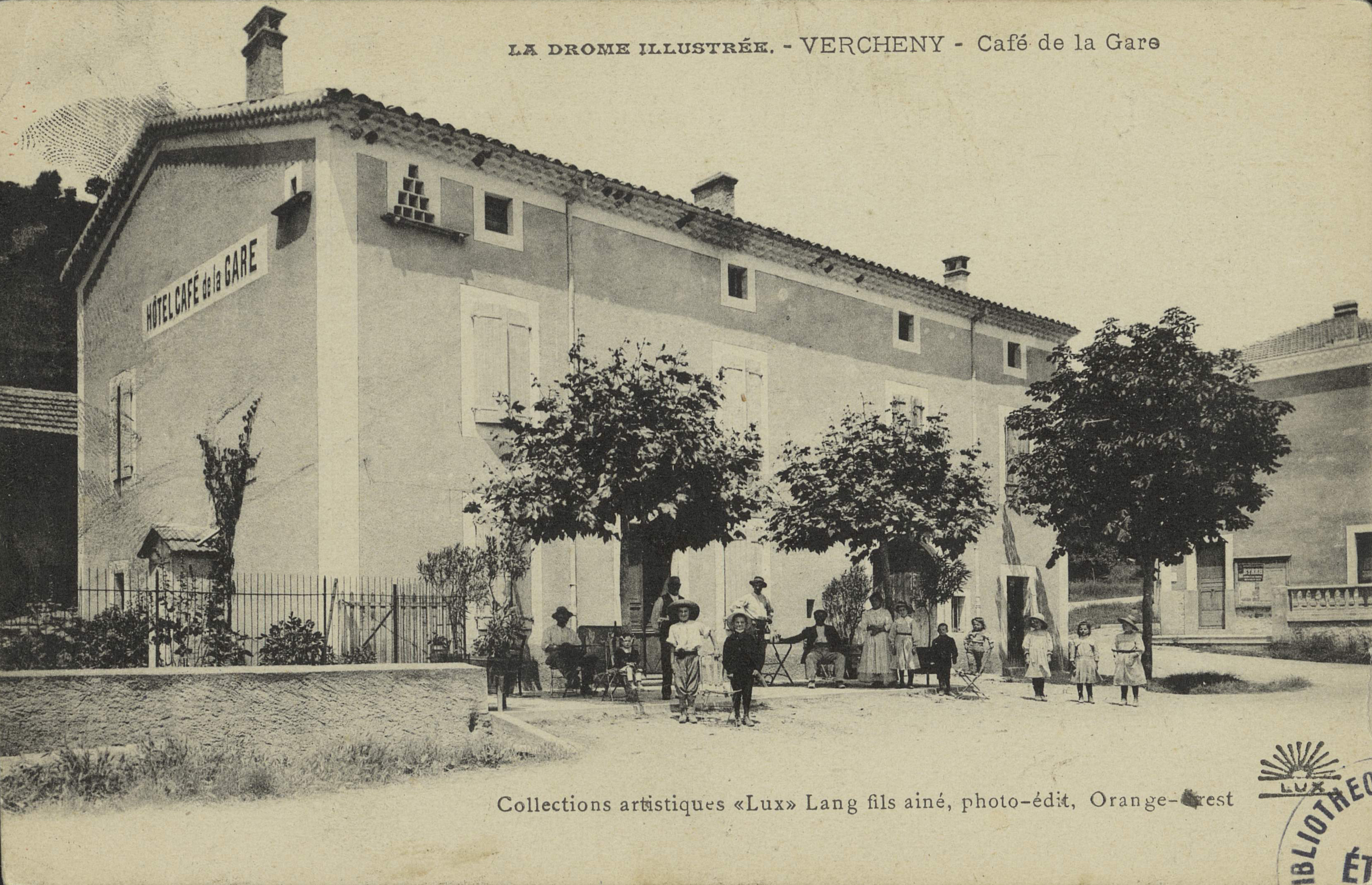
L'hôtel café de la gare, années 1900.

En 1911, Vercheny figure dans le nomenclature des gares, stations et haltes, de la Compagnie des chemins de fer de Paris à Lyon et à la Méditerranée (PLM) : c'est une gare qui porte le no 8 sur la ligne de Livron à Briançon, entre les gares du Pont-d'Espenel (no 7) et de Pontaix - Sainte-Croix (no 9). Grande Vitesse, renvoi no 7 : « Gare ouverte au service complet de la grande vitesse, à l'exclusion des chevaux chargés dans des wagons-écuries s'ouvrant en bout et des voitures à 4 roues à deux fonds et à deux banquettes dans l'intérieur, omnibus, diligences, etc. » ; Petite Vitesse, renvoi no 1 : « Gare ouverte au service complet de la petite vitesse... » (mêmes exclusions que pour la grande vitesse).
La gare est fermée le 6 mars 1972 lors de la suppression du service omnibus sur la ligne[réf. souhaitée].

## Patrimoine ferroviaire
L'ancien bâtiment de la gare est présent en 2012, réaffecté et rénové en habitation privée.